# 빌헬름 마이바흐

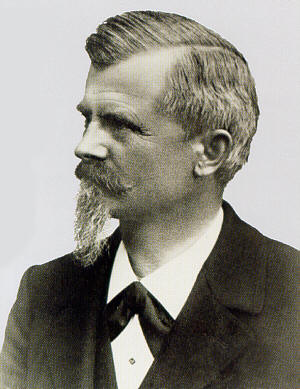
빌헬름 마이바흐

빌헬름 마이바흐(독일어: Wilhelm Maybach, 1846년 2월 9일 ~ 1929년 12월 29일)는 독일의 엔진 디자이너, 사업가였다. 19세기 후반부터 다임러와 함께 가볍고 속도가 빠른 연소 기관을 발명했다.

## 같이 보기
- 메르세데스-벤츠